# Duresa Shubisa
Duresa Shubisa (Shashamane, 9 de febrero de 2003) es un futbolista etíope que juega en la demarcación de delantero para el Bahir Dar Kenema FC de la Liga etíope de fútbol.

## Selección nacional
El 14 de enero de 2023 hizo su debut con la selección de fútbol de Etiopía en un encuentro del Campeonato Africano de Naciones de 2022 contra Mozambique que finalizó con un resultado de empate a cero.

## Clubes
| Club                | País    | Año       | Partidos | Goles |
| ------------------- | ------- | --------- | -------- | ----- |
| Sebeta City FC      | Etiopía | 2020-2022 | 39       | 5     |
| Bahir Dar Kenema FC | Etiopía | 2022-     | 28       | 6     |